# José Luis Mendilibar
Francois josé  Mendilibar Etxebarria, né le 14 mars 1961 à Zaldibar (Espagne), est un footballeur espagnol, devenu entraîneur.

## Biographie

### Carrière d'entraîneur
À partir de 2006, il entraîne le club du Real Valladolid où il se fait limoger en février 2010, par manque de résultat.
En février 2011, il remplace José Antonio Camacho en devenant l'entraîneur d'Osasuna. Dix-huitième de la Liga, Mendilibar doit sauver le club de la relégation, où il signe jusqu'en juin 2012.
Le 3 septembre 2013, il est remercié par Osasuna après trois défaites lors des trois premières journées de championnat. Il est remplacé par Javi Gracia. Osasuna descend en D2 à la fin de la saison.
Le 29 mai 2014, Mendilibar est recruté par Levante UD où il succède à Joaquín Caparrós. Il est limogé le 21 octobre 2014 et remplacé par Lucas Alcaraz.
Le 17 juin 2015, il devient entraîneur de la SD Eibar qui évolue en première division. Au terme de la saison 2016-2017, Mendilibar reçoit le Trophée Miguel Muñoz de meilleur entraîneur de la Liga.
Après 6 saisons passées dans l'élite espagnole, il quitte le club basque d'un commun accord après la relégation en D2.
En décembre 2021, il est nommé entraineur du Déportivo Alavès, avec comme mission de maintenir le club basque en D1. Il sera licencié après seulement 12 matchs disputées.
Le 21 mars 2023, Mendilibar prend la suite de Jorge Sampaoli au Séville FC jusqu'à la fin de la saison. Le club andalou est alors en lutte pour obtenir son maintien en Liga. Il permet au club sévillan de remporter la Ligue Europa après avoir éliminé Manchester United en quarts de finale puis la Juventus en demi finale et enfin la Roma en finale en devenant l'entraîneur le plus âgé à gagner l'Europa League. Sous sa direction, le club termine douzième de Liga, validant ainsi son maintien. Quelques jours après ce résultat, son contrat avec le Séville FC est prolongé d'un an. En octobre 2023, alors que Séville n'est que quatorzième de Liga et auteur de deux matchs nuls en deux rencontres de Ligue des champions, il est renvoyé par ses dirigeants.

## Palmarès
José Luis Mendilibar remporte en tant qu'entraîneur du Séville FC la Ligue Europa en 2023 et le Club Challenge UEFA-CONMEBOL en 2023. Il est aussi finaliste de la Supercoupe de l'UEFA en 2023. Il remporte la Ligue Europa Conférence avec l'Olympiakós en 2024.